# Valle Dorado (Coahuila)
Valle Dorado es una localidad del estado mexicano de Coahuila. Es parte del municipio de Sabinas.

## Demografía
| Censo | Población |
| ----- | --------- |
| 2010  | 804       |
| 2020  | 1 188     |